# Belgiens herrlandslag i ishockey
Belgiens herrlandslag i ishockey representerar Belgien i ishockey för herrar.  Första matchen spelades den 10 januari 1910, vid Europamästerskapet 1910 i Les Avants, där man vann med 2-0 mot Schweiz.
Ursprungligen tillhörde man Europaeliten, och vann bland annat Europamästerskapet 1913, men sedan slutet av 1920-talet har man gått tillbaka, och ofta har man hållit till i de lägre VM-divisionerna. Senast gången man var uppe i VM:s toppdivision var 1950.

## Olympiska turneringar
- 1920 - Antwerpen, Belgien (hemmaplan) - sjua
- 1924 - Chamonix, Frankrike - sjua
- 1928 - Sankt Moritz, Schweiz - åtta
- 1932 - Lake Placid, USA - deltog ej
- 1936 - Garmisch-Partenkirchen, Tyskland - fjortonde
- 1948 - Sankt Moritz, Schweiz - deltog ej
- 1952 - Oslo, Norge - deltog ej
- 1956 - Cortina d'Ampezzo, Italien - deltog ej
- 1960 - Squaw Valley, USA - deltog ej
- 1964 - Innsbruck, Österrike - deltog ej
- 1968 - Grenoble, Frankrike - deltog ej
- 1972 - Sapporo, Japan - deltog ej
- 1976 - Innsbruck, Österrike - deltog ej
- 1980 - Lake Placid, USA - deltog ej
- 1984 - Sarajevo, Jugoslavien - deltog ej
- 1988 - Calgary, Kanada - deltog ej
- 1992 - Albertville, Frankrike - deltog ej
- 1994 - Lillehammer, Norge - deltog ej
- 1998 - Nagano, Japan - deltog ej
- 2002 - Salt Lake City, USA - deltog ej
- 2006 - Turin, Italien - deltog ej
- 2010 - Vancouver, Kanada - deltog ej
- 2014 - Sotji, Ryssland - deltog ej

## Världsmästerskap
- 1920 - A-VM (OS) i Belgien - sjua, 1 match, 0 segrar, 0 oavgjorda, 1 förlust, 0 poäng.
- 1924 - A-VM (OS) i Frankrike - sjua, 3 matcher, 0 segrar, 0 oavgjorda, 3 förluster, 0 poäng.
- 1928 - A-VM (OS) i Schweiz - åtta, 3 matcher, 2 segrar, 0 oavgjorda, 1 förluster, 4 poäng.
- 1930 - A-VM i Frankrike - tia, 1 matcher, 0 segrar, 0 oavgjorda, 1 förluster, 0 poäng.
- 1933 - A-VM i Tjeckoslovakien - elva, 3 matcher, 0 segrar, 0 oavgjorda, 3 förluster, 0 poäng.
- 1934 - A-VM i Italien - elva, 3 matcher, 1 segrar, 0 oavgjorda, 2 förluster, 2 poäng.
- 1935 - A-VM i Schweiz - fjortonde, 5 matcher, 0 segrar, 0 oavgjorda, 5 förluster, 0 poäng.
- 1936 - A-VM (OS) i Tyskland - fjortonde, 3 matcher, 0 segrar, 0 oavgjorda, 3 förluster, 0 poäng.
- 1939 - A-VM i Schweiz - tolva, 3 matcher, 0 segrar, 1 oavgjorda, 2 förluster, 1 poäng.
- 1947 - A-VM i Schweiz - åtta, 7 matcher, 0 segrar, 0 oavgjorda, 7 förluster, 0 poäng.
- 1949 - A-VM i Sverige - nia, 6 matcher, 1 segrar, 0 oavgjorda, 5 förluster, 2 poäng.
- 1950 - A-VM i Storbritannien - sjua, 4 matcher, 2 segrar, 0 oavgjorda, 2 förluster, 4 poäng.
- 1951 - B-VM i Frankrike - fyra, 5 matcher, 1 segrar, 0 oavgjorda, 4 förluster, 2 poäng.
- 1952 - B-VM i Belgien - fyra, 5 matcher, 1 segrar, 1 oavgjorda, 3 förluster, 3 poäng.
- 1955 - B-VM i Västtyskland - sexa, 5 matcher, 0 segrar, 0 oavgjorda, 5 förluster, 0 poäng.
- 1961 - B-VM kval i Schweiz - 1 matcher, 0 segrar, 0 oavgjorda, 1 förluster, 0 poäng.
- 1961 - C-VM i Schweiz - sexa, 5 matcher, 0 segrar, 0 oavgjorda, 5 förluster, 0 poäng.
- 1963 - C-VM i Sverige - sexa, 5 matcher, 0 segrar, 0 oavgjorda, 5 förluster, 0 poäng.
- 1970 - C-VM i Rumänien - sjua, 6 matcher, 0 segrar, 0 oavgjorda, 6 förluster, 0 poäng.
- 1971 - C-VM i Nederländerna - åtta, 7 matcher, 0 segrar, 0 oavgjorda, 7 förluster, 0 poäng.
- 1975 - C-VM i Bulgarien - sjua, 6 matcher, 0 segrar, 0 oavgjorda, 6 förluster, 0 poäng.
- 1977 - C-VM i Danmark - sexa, 6 matcher, 1 segrar, 0 oavgjorda, 5 förluster, 2 poäng.
- 1978 - C-VM i Spanien - åtta, 7 matcher, 0 segrar, 0 oavgjorda, 7 förluster, 0 poäng.
- 1989 - D-VM i Belgien - etta, 4 matcher, 3 segrar, 0 oavgjorda, 1 förluster, 6 poäng.
- 1991 - C-VM i Danmark - nia, 8 matcher, 0 segrar, 0 oavgjorda, 8 förluster, 0 poäng.
- 1992 - C-VM i Storbritannien - femma, 5 matcher, 2 segrar, 0 oavgjorda, 3 förluster, 4 poäng.
- 1993 - C-VM i Slovenien - åtta, 5 matcher, 2 segrar, 0 oavgjorda, 3 förluster, 4 poäng.
- 1994 - D-VM i Spanien - femma, 6 matcher, 4 segrar, 0 oavgjorda, 2 förluster, 8 poäng.
- 1995 - D-VM i Sydafrika - femma, 7 matcher, 3 segrar, 1 oavgjorda, 3 förluster, 7 poäng.
- 1996 - D-VM i Sydafrika - fyra, 6 matcher, 2 segrar, 0 oavgjorda, 4 förluster, 4 poäng.
- 1997 - D-VM i Andorra - åtta, 5 matcher, 2 segrar, 0 oavgjorda, 3 förluster, 4 poäng.
- 1998 - D-VM i Sydafrika - fyra, 5 matcher, 3 segrar, 0 oavgjorda, 2 förluster, 6 poäng.
- 1999 - D-VM i Sydafrika - fyra, 4 matcher, 3 segrar, 0 oavgjorda, 1 förluster, 6 poäng.
- 2000 - D-VM på Island - tvåa, 4 matcher, 3 segrar, 1 oavgjorda, 0 förluster, 7 poäng.
- 2001 - VM Division II i Rumänien - femma, 5 matcher, 1 segrar, 1 oavgjorda, 3 förluster, 3 poäng.
- 2002 - VM Division II i Sydafrika - trea, 5 matcher, 4 segrar, 0 oavgjorda, 1 förluster, 8 poäng.
- 2003 - VM Division II i Bulgarien - etta, 5 matcher, 4 segrar, 0 oavgjorda, 1 förluster, 8 poäng.
- 2004 - VM Division I i Norge - sexa, 5 matcher, 0 segrar, 0 oavgjorda, 5 förluster, 0 poäng.
- 2005 - VM Division II i Serbien och Montenegro - fyra, 5 matcher, 2 segrar, 0 oavgjorda, 3 förluster, 4 poäng.
- 2006 - VM Division II i Rumänien - trea, 5 matcher, 3 segrar, 0 oavgjorda, 2 förluster, 6 poäng.
- 2007 - VM Division II i Kroatien - tvåa (silver), 5 matcher, 4 segrar, 1 förlust, 0 sudden deaths-/straffläggningssegrar, 0 sudden deaths-/straffläggningsförluster, 25 gjorda mål, 18 insläppta mål, 12 poäng.
- 2008 - VM Division II i Rumänien - tvåa (silver), 5 matcher, 3 segrar, 1 förlust, 1 sudden deaths-/straffläggningsseger, 0 sudden deaths-/straffläggningsförluster, 29 gjorda mål, 14 insläppta mål, 11 poäng.
- 2009 - VM Division II i Bulgarien - tvåa (silver), 5 matcher, 4 segrar, 1 förlust, 0 sudden deaths-/straffläggningssegrar, 0 sudden deaths-/straffläggningsförluster, 31 gjorda mål, 11 insläppta mål, 12 poäng.
- 2010 - VM Division II i Mexiko - trea (brons), 5 matcher, 3 segrar, 2 förluster, 0 sudden deaths-/straffläggningssegrar, 0 sudden deaths-/straffläggningsförluster, 26 gjorda mål, 18 insläppta mål, 9 poäng.
- 2011 - VM Division II i Australien - fyra, 4 matcher, 2 segrar, 2 förluster, 0 sudden deaths-/straffläggningssegrar, 0 sudden deaths-/straffläggningsförluster, 14 gjorda mål, 14 insläppta mål, 6 poäng.
- 2012 - VM Division II Grupp B i Bulgarien - etta (guld), 5 matcher, 5 segrar, 0 förluster, 0 sudden deaths-/straffläggningssegrar, 0 sudden deaths-/straffläggningsförluster, 49 gjorda mål, 11 insläppta mål, 15 poäng.
- 2013 - VM Division II Grupp A i Kroatien - tvåa (silver), 5 matcher, 3 segrar, 2 förluster, 0 sudden deaths-/straffläggningssegrar, 0 sudden deaths-/straffläggningsförluster, 15 gjorda mål, 13 insläppta mål, 9 poäng.
- 2014 - VM Division II Grupp A i Serbien - femma (näst sist), 5 matcher, 1 seger, 3 förluster, 1 sudden deaths-/straffläggningsseger, 0 sudden deaths-/straffläggningsförluster, 17 gjorda mål, 25 insläppta mål, 5 poäng.
- 2015 - VM Division II Grupp A i Island - tvåa (silver), 5 matcher, 2 segrar, 2 förluster, 1 sudden deaths-/straffläggningsseger, 0 sudden deaths-/straffläggningsförluster, 22 gjorda mål, 15 insläppta mål, 8 poäng.
- 2016 - VM Division II Grupp A i Spanien - trea (brons), 5 matcher, 1 seger, 2 förluster, 2 sudden deaths-/straffläggningssegrar, 0 sudden deaths-/straffläggningsförluster, 15 gjorda mål, 18 insläppta mål, 7 poäng.

## VM-statistik

### 1920-2006
| VM-Turneringar    | Matcher | Segrar | Oavgjorda | Förluster | Gjorda mål | Insläppta mål | Poäng |
| ----------------- | ------- | ------ | --------- | --------- | ---------- | ------------- | ----- |
| A-VM              | 43      | 6      | 1         | 36        | 82         | 417           | 13    |
| B-VM/Division I   | 19      | 2      | 1         | 16        | 52         | 139           | 5     |
| C-VM/Division II  | 85      | 19     | 1         | 65        | 239        | 913           | 39    |
| D-VM/Division III | 38      | 20     | 2         | 16        | 198        | 126           | 42    |

### 2007-
| VM-Turneringar | Matcher | Segrar | Förluster | Sudden deaths-/Straffläggningssegrar | Sudden deaths-/Straffläggningsförluster | Gjorda mål | Insläppta mål | Poäng |
| -------------- | ------- | ------ | --------- | ------------------------------------ | --------------------------------------- | ---------- | ------------- | ----- |
| VM             | 0       | 0      | 0         | 0                                    | 0                                       | 0          | 0             | 0     |
| Division I     | 0       | 0      | 0         | 0                                    | 0                                       | 0          | 0             | 0     |
| Division II    | 54      | 30     | 19        | 5                                    | 0                                       | 260        | 184           | 100   |
| Division III   | 0       | 0      | 0         | 0                                    | 0                                       | 0          | 0             | 0     |

- ändrat poängsystem efter VM 2006, där seger ger 3 poäng istället för 2 och att matcherna får avgöras genom sudden death (övertid) och straffläggning vid oavgjort resultat i full tid. Vinnaren får där 2 poäng, förloraren 1 poäng.

## Övriga meriter
- EM-guld: 1 (1913)
- EM-silver: 1 (1927)
- EM-brons: 2 (1910 och 1911)